# Manel Lucas i Giralt
Manel Lucas i Giralt (Barcelona, 1 de març de 1963) és un periodista, imitador i guionista català. Llicenciat en Ciències de la Informació i Història. Va treballar a la secció de política d'El Observador i a TVE Catalunya. Ha col·laborat en programes televisius de TV3 com Set de Nit (2001-2002), 7 de notícies o Polònia (2006); per a Antena 3 ha fet Mire usté (2005) i La escobilla nacional (2010). És guionista dels programes d'humor Polònia i Crackòvia de Televisió de Catalunya i col·laborador habitual del magazine matinal El món a RAC 1, dirigit per Jordi Basté. Va formar part de l'equip del programa de ràdio Minoria absoluta.